# LEE (雑誌)
『LEE』（リー）は、集英社が発売している女性向け生活情報雑誌である。毎月7日発売。

## 概要
1983年5月に創刊。30・40代の主婦を主なターゲットとし、ファッション、ビューティ、ライフスタイル、観光スポット、雑貨、インテリア、レシピなど、多彩なテーマを取り上げている。
創刊40周年記念号である2023年5月発売の6月号は、女優の菅野美穂が表紙に登場した。2023年時点の表紙登場回数の最多は、女優の中谷美紀で通算17回。

## モデル
公式サイトに準拠
- 浅見れいな
- AYUMI
- 市川紗椰
- 今井りか
- 蛯原友里
- 小濱なつき
- 花楓
- 垣内彩未
- 五明祐子
- 鈴木サチ
- 高垣麗子
- 高山都
- 竹内友梨
- 竹下玲奈
- 田中美保
- 辻元舞
- 浜島直子
- 比留川游
- 牧野紗弥
- 宮城舞
- 優木まおみ

### 過去のモデル
- 岩崎良美
- 久保京子
- 寺田椿
- 富岡佳子
- 中原歩
- 橋本優子
- 雅姫
- 森貴美子
- 山口いづみ
- 理衣

## 連載
- 伊藤まさこ
- 長谷川京子
- ともさかりえ
- 辺見えみり
- 里田まい
- 青山有紀

- 大橋マキ
- 栗原はるみ
- ケンタロウ
- 中山美穂
- 森高千里
- 渡辺満里奈